# Březnice
Březnice (německy Bresnitz nebo Preßnitz) je město v okrese Příbram ve Středočeském kraji, asi 15 km jižně od Příbrami. Město se skládá ze šesti částí (Březnice, Bor, Dobrá Voda, Martinice, Přední Poříčí, Zadní Poříčí), v nichž žije celkem přibližně 3 600 obyvatel.

## Název
Název města je pravděpodobně odvozen od potoka pojmenovaného Březná podle březového lesa, kterým potok protékal. V historických pramenech se jméno města objevuje ve tvarech: de Brezniche (1238), Brzieznycie (1383), Brzieznicze (1388), Brzyeznycze (1396), „město Brzezniczy“ (1531), „v městě brzezniczy“ (1531), u Brzeznicze (1531).

## Historie

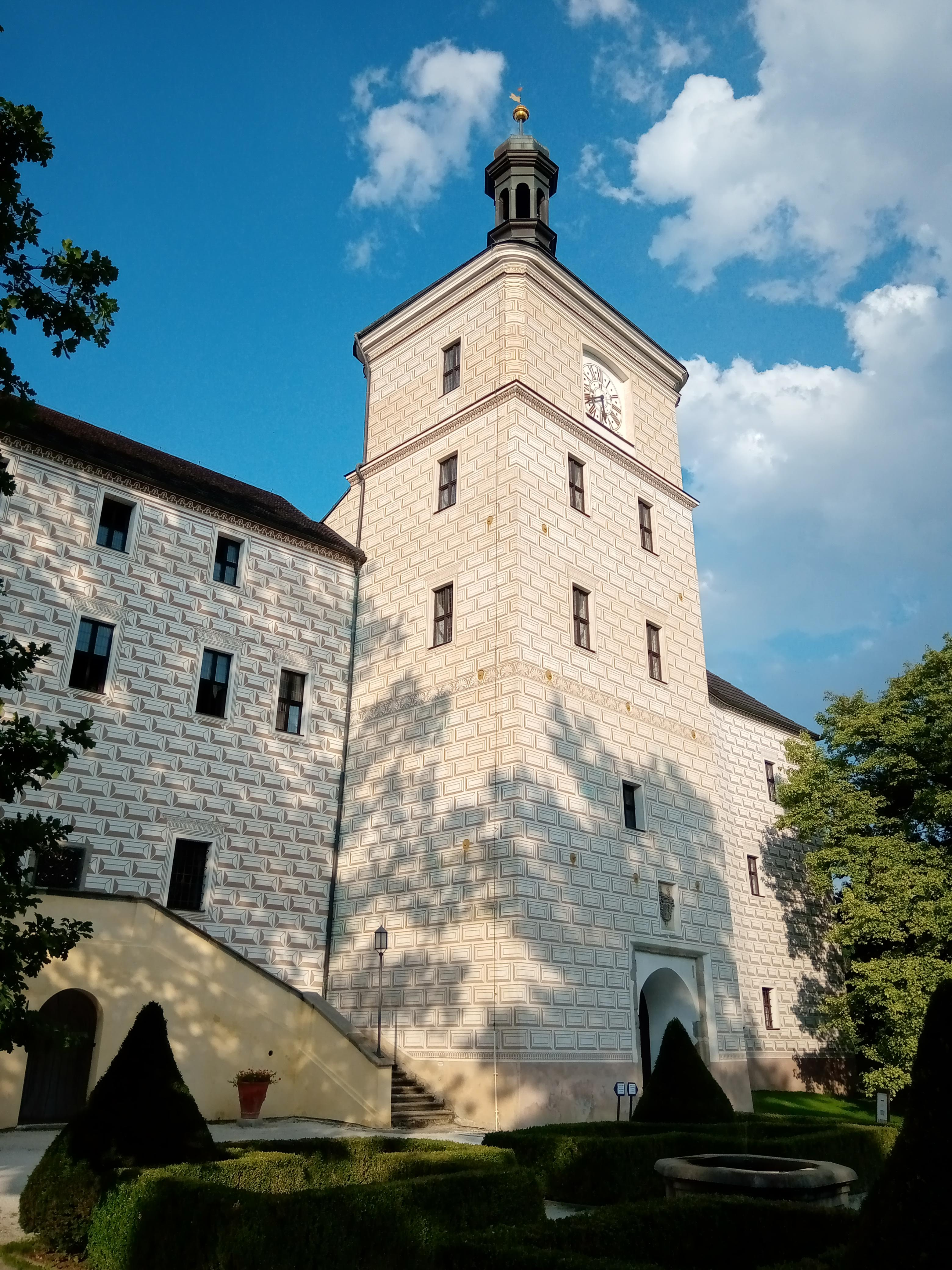
Březnický zámek

Osídlení předcházející středověké tržní osadě se nacházelo na nedalekém vrchu Šance (na levé straně od silnice I/19 směr Mirovice), kde stávalo staré slovanské hradiště Bozeň. V současné době jsou na jeho místě patrny zbytky valů původního centra kraje, které se v 11. století přesunulo do Březnice a Mirovic. 
První písemná zmínka o Březnici pochází z roku 1238 a nachází se v přídomku Budislava z Březnice. Budislav patřil k rodu Buziců a jeho příbuzní městečko vlastnili do roku 1406. Osada stála u tzv. Zlaté stezky, což byla obchodní stezka spojující Pasov a Prahu. Významnými přepravovanými komoditami byla především sůl, směřující z rakouských solných dolů do českých zemí, dále pak látky, koření, slané ryby a víno. Z Čech do Rakouska bylo přepravováno především obilí, chmel, med či pivo. V trase Zlaté stezky vznikla v první polovině 19. století Pasovská silnice, nazývaná též Dobříšsko-Vimperská, jejíž trasu kopíruje dálnice D4 a na ni navazující silnice I/4. 
Roku 1327 byla Březnice uvedena jako městečko, v němž se platilo clo. V roce 1406 polovinu Březnice a ves Bubovice získal Ondřej Huler z Orlíka, který je zastavil Půtovi ze Skály. Král Václav IV. chtěl zástavu vyplatit, což Půta odmítl. Panovník se proto obrátil na zemský soud, kde uspěl a roku 1415 městečko prodal Petru Zmrzlíkovi ze Svojšína. Dne 10. srpna 1422 byly tvrz i městečko dobyty katolickým vojskem vedeným Hanušem z Kolovrat a Vilémem ze Švihova. Městečko, snad už tehdy, bylo obehnané příkopem a dřevěným opevněním. Archeologický výzkum na jeho jihovýchodní straně odkryl stopy hradby tvořené kůly vyplétanými proutím a valem, na jehož koruně snad stála další palisáda. Na začátku šestnáctého století byl nejspíše zasypán příkop, ale v průběhu téhož století byly do městské knihy zapsány povinnosti při údržbě opevnění.

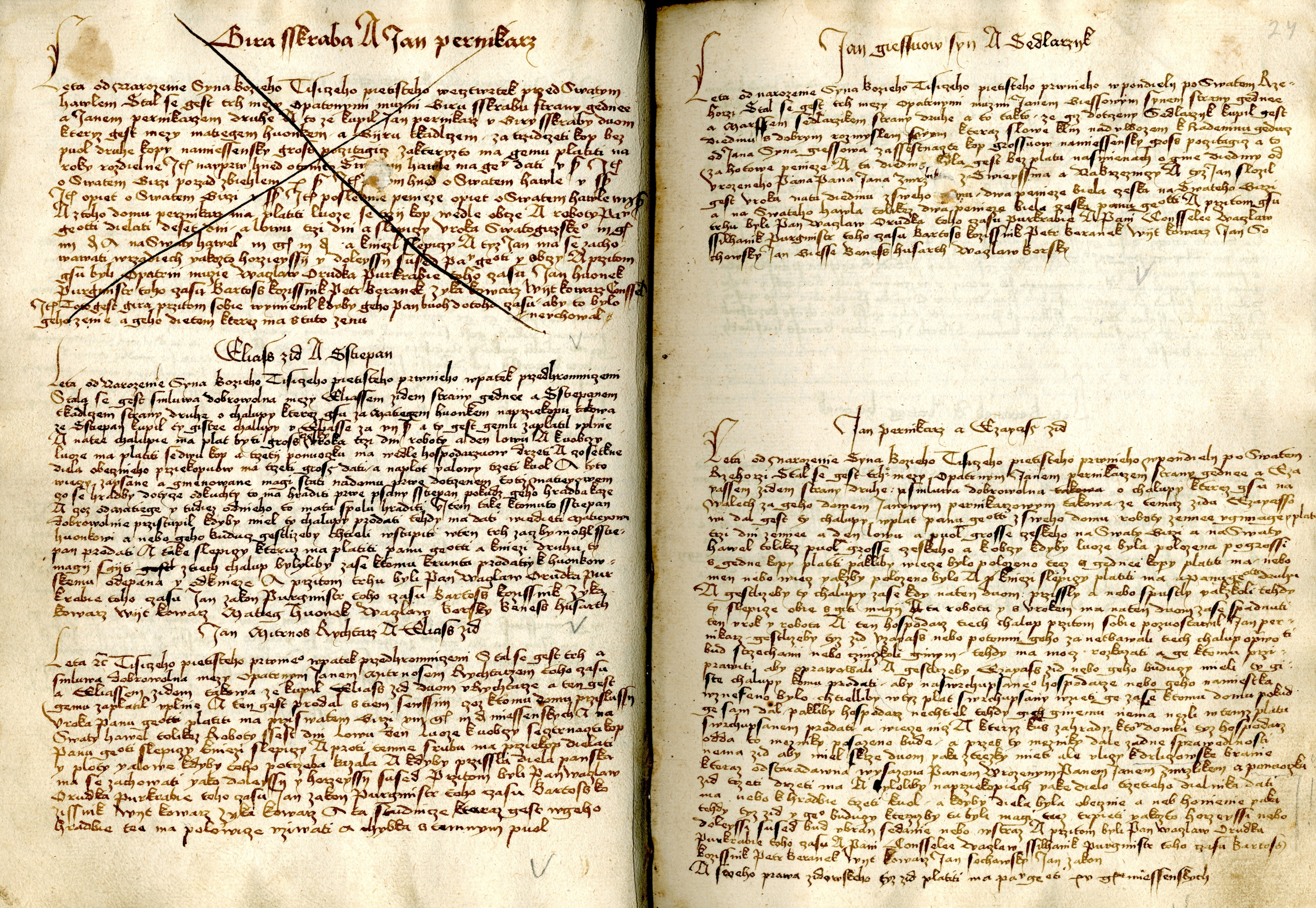
Městská kniha z let 1454‒1630 (SOkA Příbram)

K dalšímu rozvoji města došlo po roce 1506 za držení Malovců z Chýnova, kteří pokračovali ve stavebních úpravách gotické tvrze a částečně i města samotného. Kolem tvrze vzniklo kruhové opevnění s podkovovitými baštami a vodním příkopem (dochováno v podobě tří bašt a úseků zdiva mezi nimi), na jehož tvorbě se měl dle pramenů podílet i stavitel Benedikt Rejt z Pístova, který kromě Březnice působil i ve službách Lvů z Rožmitálu na zámku v Blatné (1524–1531) a také na hradě Švihov. V roce 1506 byl založený také zámecký pivovar. Roku 1547 se Petr Malovec zapojil do povstání šlechty a měst proti císaři Ferdinandu I. Habsburskému a byl potrestán konfiskací majetku – ztratil panství Vimperk a v roce 1548 i Březnici. 
Vrcholné období rozkvětu Březnice nastává v polovině 16. století, resp. po roce 1548, kdy panství získal do svého držení Jiří z Lokšan se svou manželkou Kateřinou, rozenou Adlerovou. Lokšanové iniciují významnou přestavbu gotické tvrze na renesanční zámek, jejíž velká část byla dokončena do konce 16. století – na této přestavbě se měli dle městské knihy a berní ruly ze 17. století podílet i Vlaši, kteří ve městě osídlili lokalitu nazývanou Medulán (odvozeno od názvu italského města Milán, lokalita se nacházela v místech Počapelské ulice) a kteří se podíleli na sgrafitové výzdobě zámku, která je označována jako jeden z prvních výskytů sgrafita v českých zemích.

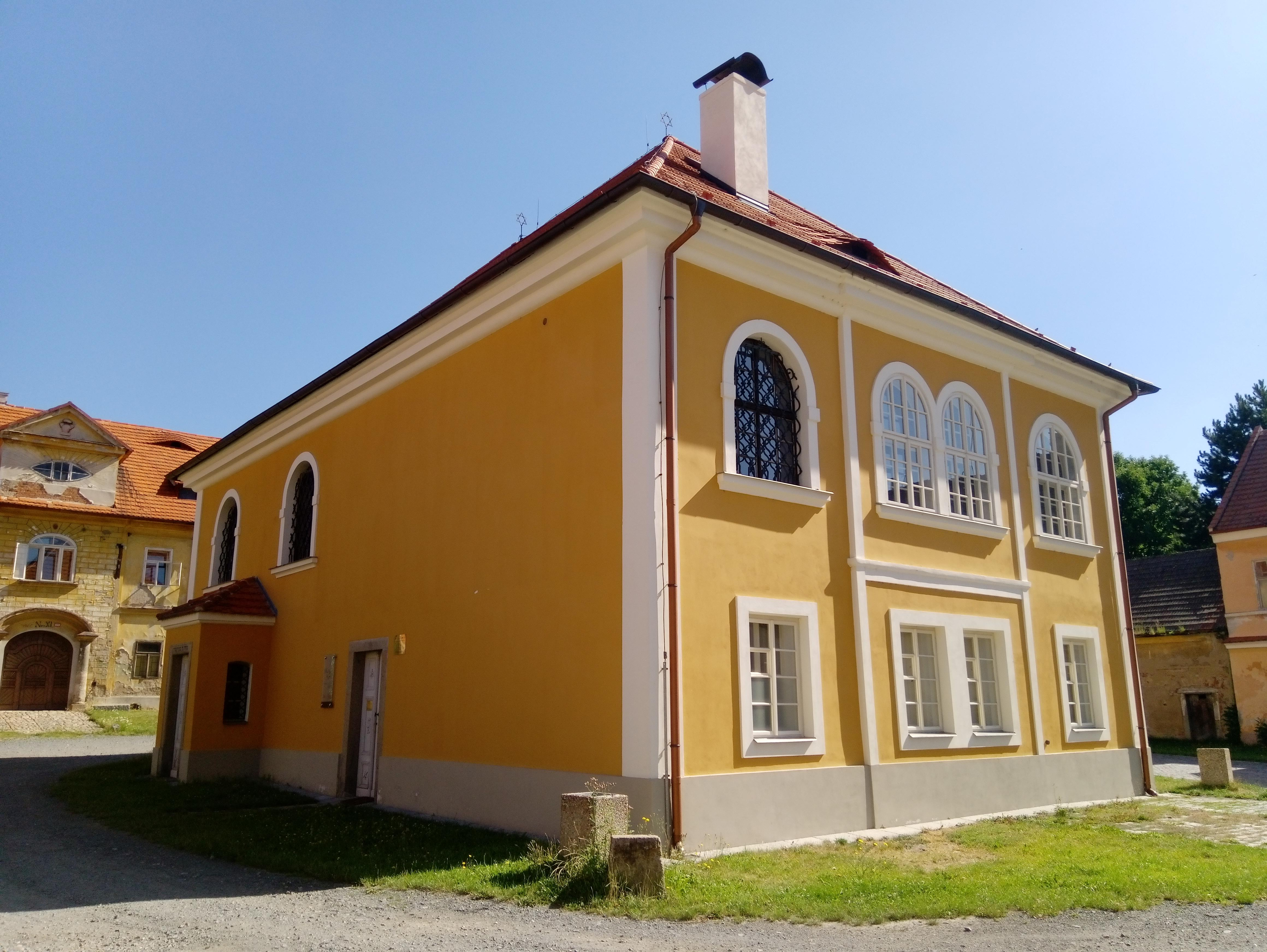
Synagoga v březnickém ghettu po klasicistní přestavbě

Za panování Lokšanů se také setkáváme s prvními zmínkami o židovském osídlení ve městě. Jedna ze dvou teorií hovoří o založení ghetta Ferdinandem z Lokšan kolem roku 1570 po ničivém požáru, kdy byly židovskému obyvatelstvu vyčleněny pozemky v severozápadní části města, kde vzniklo židovské ghetto, pojmenované podle tehdejšího vlastníka panství. Pravděpodobnější druhá teorie je spojována s translokačním reskriptem císaře Karla VI. z roku 1726, majícím za cíl soustředit židovské obyvatelstvo v uzavřených částech měst, povětšinou na jejich okraji – na předměstích. V letech 1726–1747 vzniklo na pravidelném půdorysu březnické ghetto se dvěma náměstími a oddělené od zbytku města jednou brankou v severní části náměstí. Součástí většího náměstí je také barokní synagoga, přestavěná po požáru v roce 1821 do klasicistní podoby.  
Lokšanům bylo celé panství zkonfiskováno po bitvě na Bílé hoře, kdy byli tři synové Ferdinanda z Lokšan potrestáni ztrátou hrdla, cti a majetku (někteří v pozdějších letech ze strachu přestoupili na katolickou víru) a v roce 1623 získal panství Přibík Jeníšek z Újezda, menší písař desk zemských, karlštejnský purkrabí za rytířský stav a královský prokurátor v procesu s 27 českými pány na Staroměstském náměstí. Za jeho vlády dochází k barokní přestavbě a dostavbě zámku (vnější a vnitřní arkády, kaple Neposkvrněného početí Panny Marie a parkánová zahrada), ale také města – na náměstí byl vystavěn barokní kostel sv. Ignáce a sv. Františka Xaverského (nahradil původní a menší kostel sv. Mikuláše, který stával v jihovýchodní části náměstí) dle návrhu Carla a Martina Luragových, z jejichž pera pochází i návrh a realizace kostela sv. Rocha na hřbitově. Po třicetileté válce bylo ve městě osmdesát obydlených domů (a pouze osm pustých). K dalšímu růstu došlo i za vlády březnické větve Krakovských z Kolovrat, kteří zdědili březnické panství po smrti Jana Josefa Jeníška z Újezda v roce 1728.

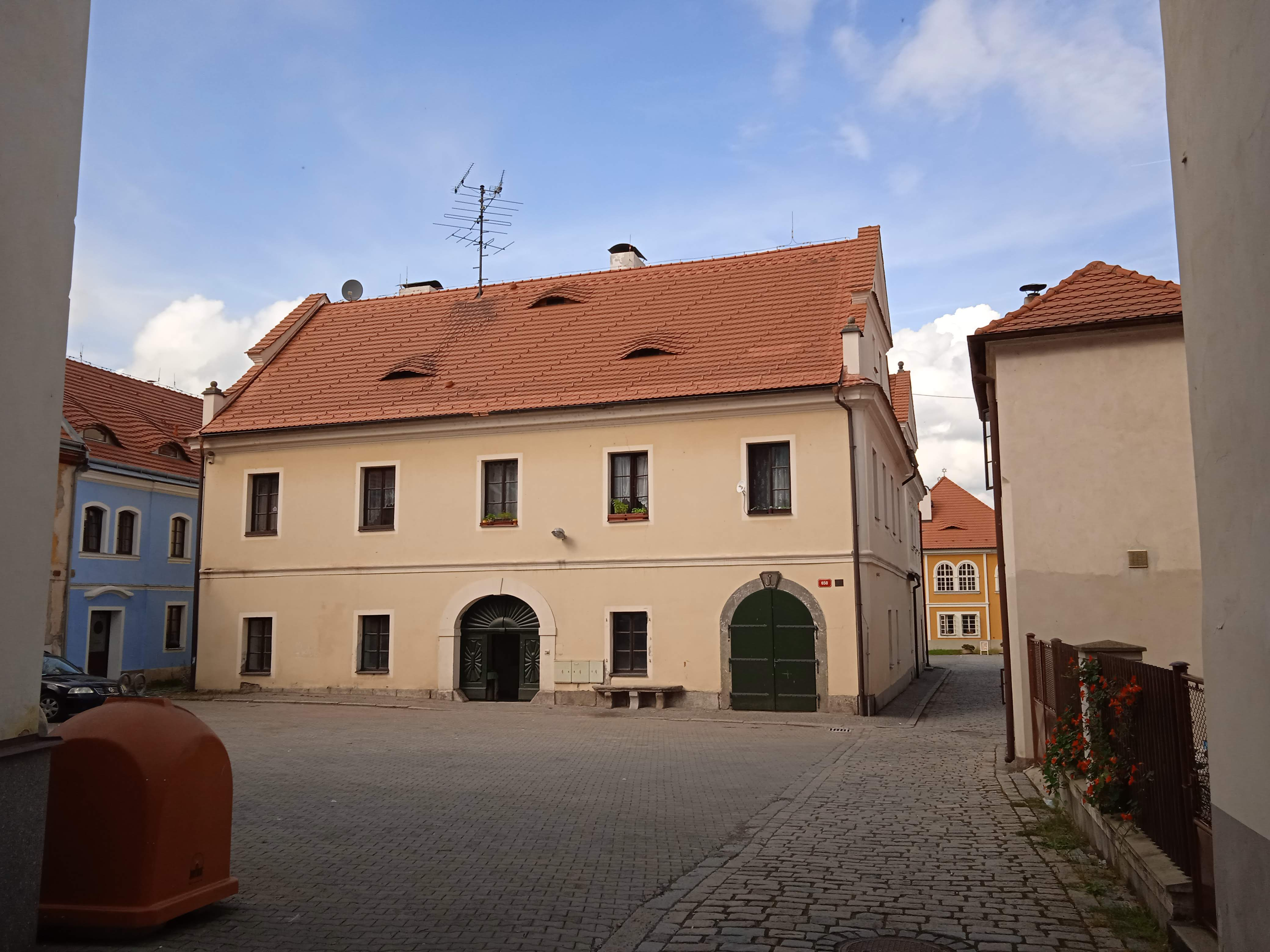
Tzv. Lokšanský palác v židovském ghettu

Za Kolovratů-Krakovských došlo roku 1821 k požáru židovského ghetta, po němž byla většina ghetta přestavěna do klasicistní podoby, včetně objektu synagogy. Dále se zvětšovalo osídlení města, pro srovnání: v roce 1757 mělo město 137 domů, v roce 1786 již 200. Posledními šlechtickými majiteli panství byli Pálffyové z Erdödu, kteří kromě zámku vlastnili i rozsáhlé polnosti a lesy okolo Březnice a zaměstnávali velkou část obyvatel města. Ti zde žili až do roku 1945, kdy jim byl zámek i polnosti zkonfiskován na základě Dekretu presidenta republiky (Edvarda Beneše) o konfiskaci a urychleném rozdělení zemědělského majetku Němců, Maďarů, jakož i zrádců a nepřátel českého a slovenského národa publikovanému pod číslem 12/1945 Sb. 
Roku 1575 byla Březnice povýšena na město a titul města jí byl navrácen roku 1975.

### Rok 1932

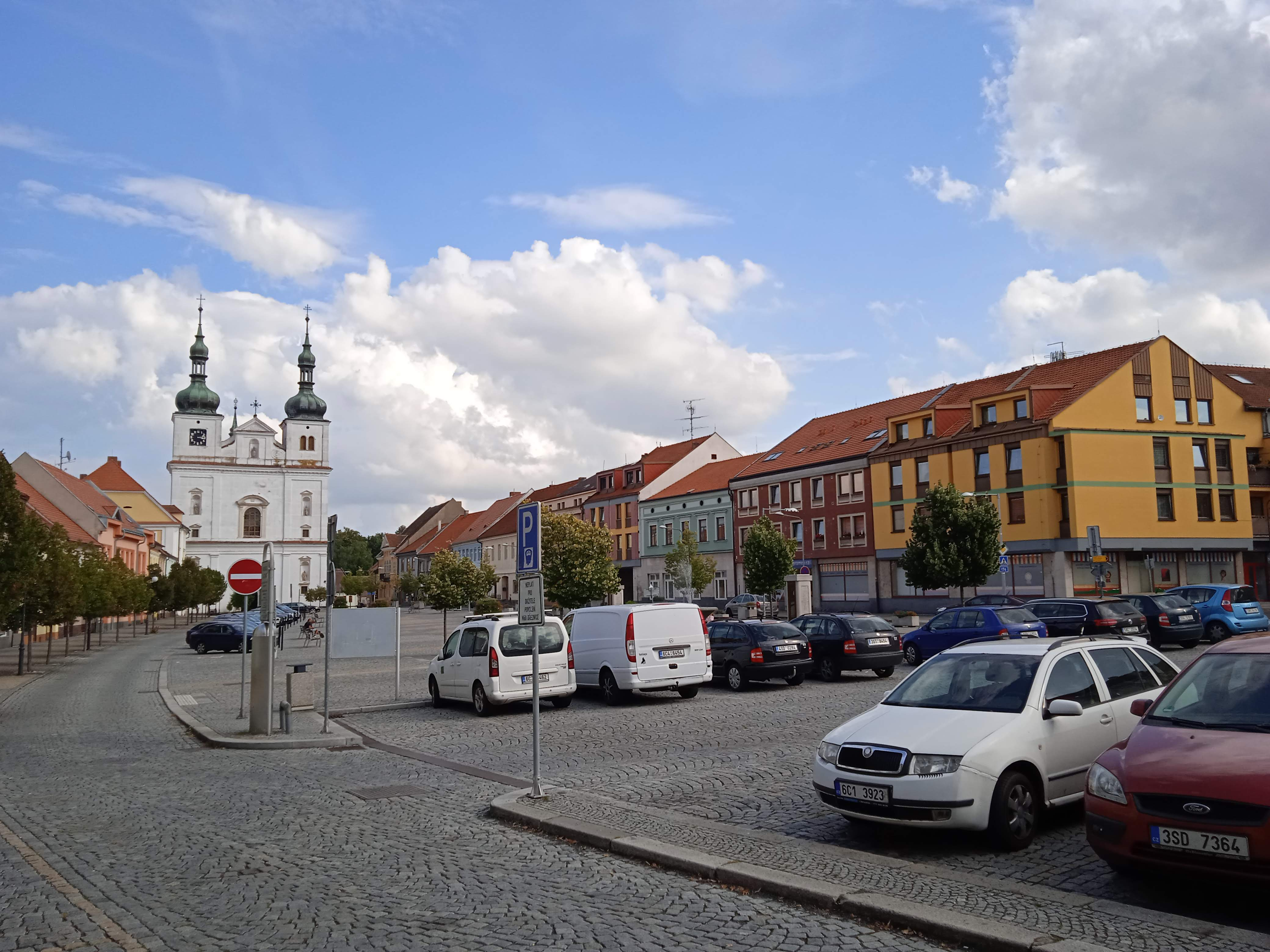
Náměstí s kostelem svatého Ignáce a svatého Františka Xaverského

Ve městě Březnice (2396 obyvatel) byly v roce 1932 evidovány tyto instituce (organizace), živnosti a obchody:
- Instituce a průmysl: poštovní úřad, telefonní úřad, telegrafní úřad, okresní soud, berní úřad, četnická stanice, 2 katolické kostely, synagoga, sbor dobrovolných hasičů, obchodní grémium, společenstvo krejčí, kožišníků atd., výroba cementového zboží, cihelna, hospodářské družstvo skladištní, akc. spol. pro hlubokou impregnaci dřeva sublimátem, velkoobchod s koloniálním zbožím Popper, lihovar, 2 lomy, parní mlékárna, mlýn, 3 pily, Pálffyho zámecký pivovar, stavitel, První československá továrna na tuby, Pálffyho ředitelství velkostatku, továrna na zámečnické zboží.
- Služby (výběr): 2 lékaři, zvěrolékař, 2 advokáti, notář, 5 autodopravců, nákladní autodoprava, biograf Sokol, 4 cukráři, drogerie, hodinář, 10 hostinců, 4 hotely (Zelena, Musil, Srp, Karlův Týn), kapelník, kloboučník, 2 knihaři, 2 knihkupectví, městská lékárna, pozlacovač, preparátor, Nádražní restaurace, řezbář, Městská spořitelna v Březnici, Okresní lidová záložna v Březnici, Okresní záložna hospodářská v Březnici, Živnostenská záložna v Březnici, zahradnictví, zubní ateliér, 2 železářství.

## Obyvatelstvo
Nejvíce obyvatel bylo při sčítání lidu v Březnici zaznamenáno v roce 1980 (3808). Nejvýraznější úbytek obyvatel byl zaznamenán v roce 1921, kdy oproti roku 1910 ubylo 240 obyvatel. Ve stejném roce byl zaznamenán i nejmenší počet obyvatel (2818). Vývoj počtu obyvatel a sčítání domů je uveden v tabulce:
| Rok                   | 1869 | 1880 | 1890 | 1900 | 1910 | 1921 | 1930 | 1950 | 1961 | 1970 | 1980 | 1991 | 2001 | 2011 |
| --------------------- | ---- | ---- | ---- | ---- | ---- | ---- | ---- | ---- | ---- | ---- | ---- | ---- | ---- | ---- |
| Počet obyvatel        | 3354 | 3534 | 3312 | 3149 | 3058 | 2818 | 2926 | 2836 | 3196 | 3196 | 3808 | 3614 | 3659 | 3586 |
| Rozdíl počtu obyvatel | –    | +180 | −222 | −163 | −91  | −240 | +108 | –90  | +360 | 0    | +612 | −196 | +45  | –73  |
|                       |      |      |      |      |      |      |      |      |      |      |      |      |      |      |
| Počet domů            | 388  | 412  | 407  | 418  | 419  | 439  | 493  | 618  | 596  | 603  | 636  | 720  | 764  | 804  |
| Rozdíl počtu domů     | –    | +24  | –5   | +11  | +1   | +20  | +54  | +125 | −22  | +7   | +33  | +84  | +44  | +40  |

## Obecní správa

### Části města
- Bor (k. ú. Bor u Březnice)
- Březnice (k. ú. Březnice)
- Dobrá Voda (k. ú. Bor u Březnice) (také Dobrá Voda u Březnice)
- Martinice (k. ú. Martinice u Březnice)
- Přední Poříčí (k. ú. Přední Poříčí)
- Zadní Poříčí (k. ú. Přední Poříčí)

Součástí města jsou také základní sídelní jednotky Březnice-historické jádro, Bubovická, Pod Vinicí, U drahenické silnice, U lihovaru, U stadiónu, U školy, V Radeninách, Za barevnou, Za Oborou, Zámecký okres a Žole. K městu patří také Holandr, Jamky, Lokšany, Nový Mlýn, Simínský Mlýn, V Hamru a Xaverov.
Od 1. ledna 1976 do 23. listopadu 1990 k městu patřily i Počaply a Stražiště a od 1. ledna 1980 do 23. listopadu 1990 také Kletice, Lisovice, Namnice, Oslí, Stará Voda a Tušovice.
Sousedními obcemi sídla jsou Chrást, Rožmitál pod Třemšínem, Nestrašovice, Počaply, Horčápsko, Hlubyně, Starosedlský Hrádek, Hudčice, Drahenice a Volenice.

### Územněsprávní začlenění
Dějiny územně-správního začleňování zahrnují období od roku 1850 do současnosti. V chronologickém přehledu je uvedena územně administrativní příslušnost obce v roce, kdy ke změně došlo:
- 1850 země česká, kraj Plzeň, politický i soudní okres Březnice[14]
- 1855 země česká, kraj Písek, soudní okres Březnice
- 1868 země česká, politický okres Blatná, soudní okres Březnice
- 1939 země česká, Oberlandrat Klatovy, politický okres Blatná, soudní okres Březnice[15]
- 1942 země česká, Oberlandrat Plzeň, politický okres Strakonice, soudní okres Březnice[16]
- 1945 země česká, správní okres Blatná, soudní okres Březnice[17]
- 1949 Plzeňský kraj, okres Blatná[18]
- 1960 Středočeský kraj, okres Příbram
- 2003 Středočeský kraj, okres Příbram, obec s rozšířenou působností Příbram

## Politika

### Starostové
- Jiří Štěrba (2010–2014)
- Petr Procházka (2014–současnost)

### Členství ve sdruženích
Březnice je členem svazku obcí Březnicka, který byl založen v roce 2003.

## Hospodářství

### Chov koní
Ve třicátých letech 20. století vytvořil hrabě Jan Nepomuk Pálffy na svém panství v Březnici mimořádně kvalitní chovné stádo koní. Stádo tvořily především klisny zakoupené v Podkarpatské Rusi. Po kolektivizaci zemědělství v 50. letech se však chov šlechtěných koní stal pro většinu rolníků neudržitelným. Šlechtěná plemena z Březnice postupně vymizela a jediným zástupcem zůstal pouze huculský kůň, který splňoval požadavky všestranného tažného koně se silnou konstitucí (vlastnostmi připomíná plemeno pony, které bylo šlechtěno v západních státech Evropy). Využívalo se také kříženců huculského koně s koněm fjordským.
Po revoluci v roce 1989 se chov šlechtěných plemen opět rozrostl. Bohatá tradice chovu koní a jezdectví přetrvává v Březnici a jejím okolí i v 21. století. Ve vesnici Martinice, která je částí obce města Březnice, se každoročně konají závody v parkurovém skákání a drezuře v místním jezdeckém resortu.

### Občanská vybavenost
Ve městě se nacházejí dva supermarkety – Norma a Penny Market. Nabídku nákupu potravin doplňuje obchod Flop Top a drogerie Teta. Na náměstí je situována převážná většina občanské vybavenosti – městský úřad, pobočka České spořitelny, pobočka České pošty, základní umělecká škola.
V blízkosti řeky Skalice se nachází městské zdravotnické zařízení s výjezdovou základnou Zdravotnické záchranné služby Středočeského kraje, nedalekou lékárnou a stanicí SDH.
Březnice je také vybavena kinem, resp. multifunkčním kulturním sálem, sokolovnou, sběrným dvorem, obvodní služebnou Policie ČR, hřbitovem, infocentrem a Galerií Ludvíka Kuby v budově jezuitské koleje na náměstí.

## Doprava

### Dopravní síť
Městem vedou silnice I/19 Nezbavětice – Spálené Poříčí – Rožmitál pod Třemšínem – Březnice – Milevsko – Tábor – Pelhřimov, silnice II/174 Velký Bor – Svéradice – Kadov – Lnáře – Bělčice – Březnice – Milín a silnice II/176 Březnice – Hvožďany – Starý Smolivec. Městem dále vedou silnice III. třídy.

### Autobusová doprava 2024
Autobusovou dopravu v městě Březnice zajišťují společnosti Arriva Střední Čechy a ČSAD AUTOBUSY České Budějovice. Město je součástí Pražské integrované dopravy (PID). V centrum města se nachází autobusové stanoviště (zastávka Březnice,aut.st.). Mezi další autobusové zastávky ve městě patří Březnice,Borská, Březnice,Dolní Valy, Březnice,nám., Březnice,Počapská, Březnice,Tochovická, Březnice,U Blatenky a Březnice,žel.st. Autobusové zastávky se nacházejí i ve všech vesnicích spadající pod Březnici. Jsou jimi Březnice,Bor, Březnice,Dobrá Voda, Březnice,Martinice, Březnice,Přední Poříčí a Březnice,Zadní Poříčí,rozc. Klíčové linky zahrnují linku 482 spojující Březnici s Příbramí, a na opačnou stranu s Blatnou a Strakonicemi, linku 495 směřující z Nepomuku do Rožmitálu pod Třemšínem, Březnice a do Mirovic, linku 496 spojující Březnici s Hudčicemi, Bělčicemi a Blatnou a linku 511, která také propojuje Příbram s Březnicí, tentokrát přes Lešetice, Milín, Lazsko, Ostrov, Tochovice, Horčápsko, Starosedlský Hrádek, Tušovice, Svojšice, Nestrašovice a další obce a vesnice v okolí. Linka 524 pak nabízí spojení z Březnice do Hvožďan přes Bubovice a Volenice.

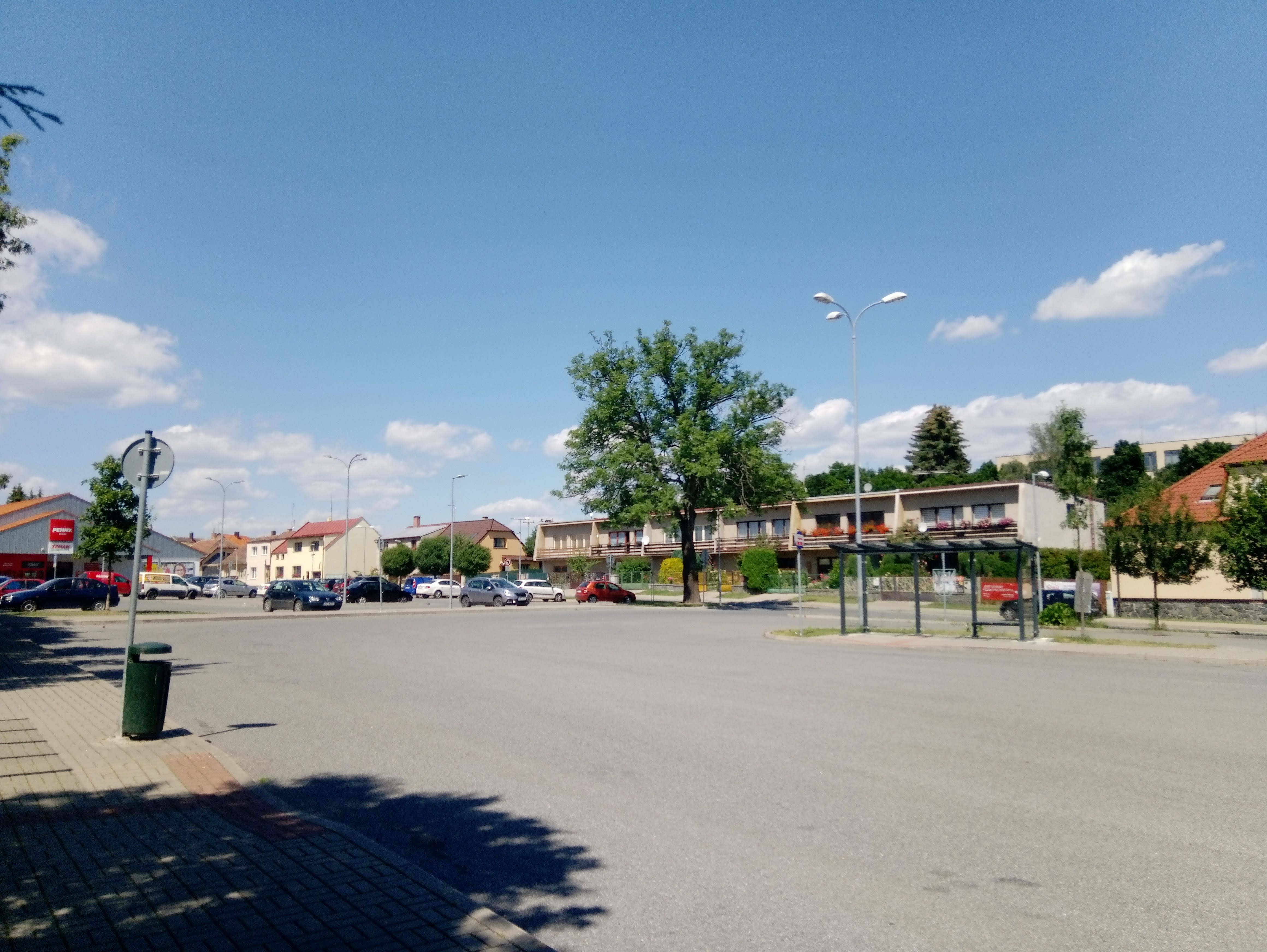
Autobusové stanoviště

### Železniční doprava 2024

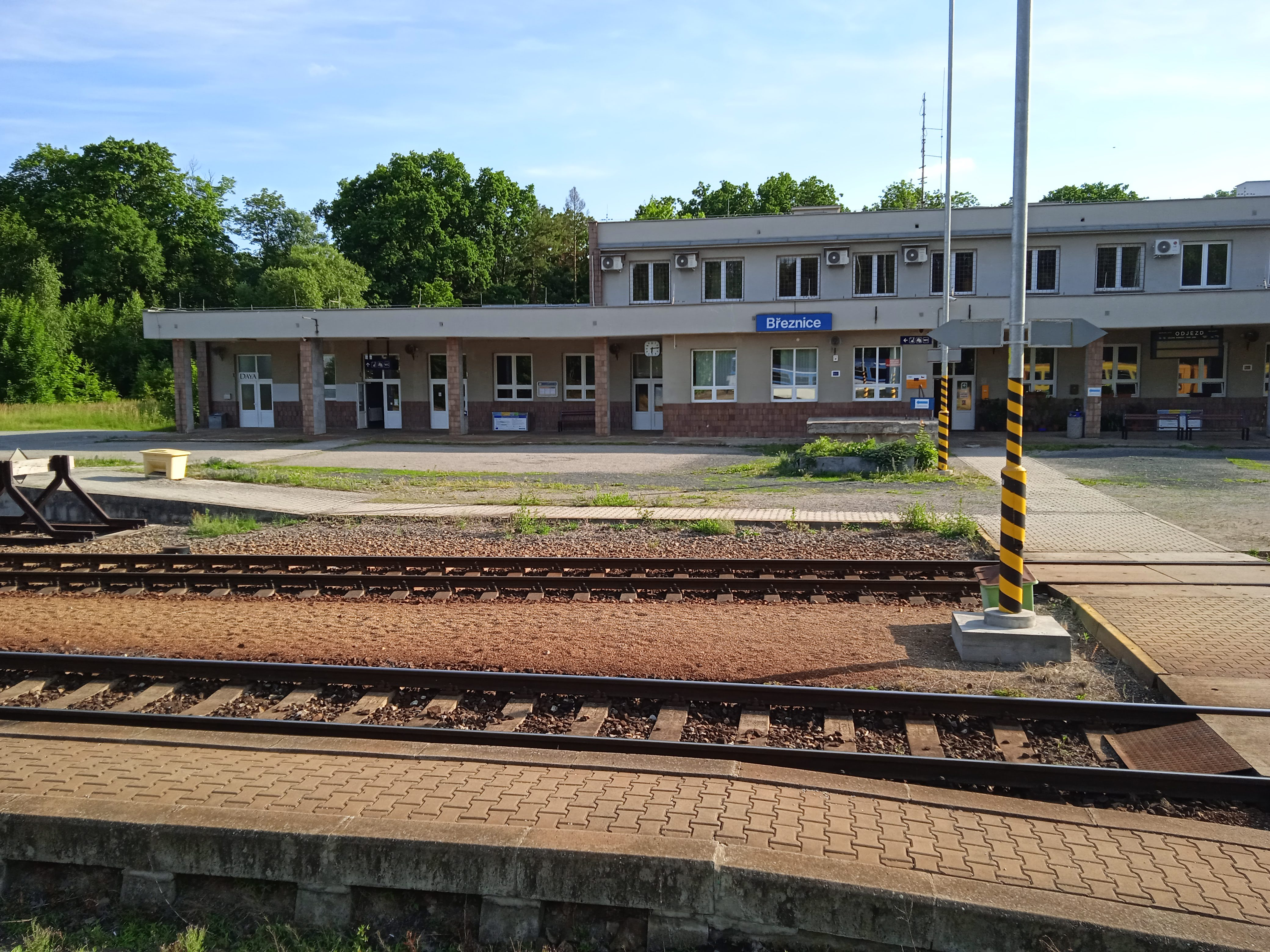
Nádraží

Březnické nádraží leží na železničním uzlu, kde se kříží trať Zdice–Protivín, trať Březnice–Strakonice a trať Březnice–Rožmitál pod Třemšínem, kde došlo k zastavení pravidelné osobní dopravy v prosinci 2021. Pod Březnici spadají také dvě železniční zastávky v okolních vsích: Dobrá Voda u Březnice a Zadní Poříčí. Ve městě zastavují osobní vlaky linek S60, S66 a T9 a rychlíky linky R26. Osobní vlaky linky S60 spojují Březnici s Příbramí, Zdicemi, Berounem a opačným směrem s Blatnou a Strakonicemi. Osobní vlaky linky S66 zajišťují spojení mezi Březnicí, Mirovicemi, Čimelicemi, Pískem a Protivínem. O víkendech a svátcích během sezóny jezdí osobní vlaky mezi Březnicí a Rožmitálem pod Třemšínem na lince T9. Všechny tři linky jsou provozované společností České dráhy. Rychlíky linky R26, provozované společností ARRIVA vlaky, denně spojují Březnici s Prahou, Berounem, Příbramí, Pískem, Protivínem a Českými Budějovicemi.  Na těchto obou zastávkách zastavují pouze osobní vlaky. O víkendech a svátcích během letní sezóny zastavuje na březnickém nádraží také spěšný vlak Českých drah linky T6 s názvem Cyklo Brdy, směřující z Prahy do Blatné. Během letních prázdnin vyjíždí turistický vlak Cyklohráček z Prahy hlavního nádraží a pokračuje přes Dobřichovice, Řevnice, Beroun, Zdice, Příbram, Březnici až do Rožmitálu, odkud se vrací zpět do Prahy.

## Turistika
- Cyklistika – z města vedou cyklotrasy č. 1062 Březnice – Sedlice – Strakonice a č. 1157 Březnice – Řeteč – Mirovice.
- Pěší turistika – územím města procházejí turistické trasy Březnice – Orlík nad Vltavou (červená), Kasejovice – Třemšín – Březnice – Tochovice – Příbram (modrá) a Březnice – Hudčice (žlutá).

## Školství
Kdy byla založena škola v Březnici není známo, ale již v 16. století za vlády Lokšanů z Lokšan stála škola na náměstí poblíž kostela svatého Ignáce. Jako rektor školy je v roce 1586 uváděn jistý Řehoř. Škola jako v jiných městech zanikla po bitvě na Bílé Hoře, ale byla znovu obnovena již v roce 1634. V roce 1640 založil nový pán Přibík Jeníšek z Újezda jezuitskou kolej v Březnici, jejímž rektorům dal roku 1650 právo dosazovat učitele na celém březnickém panství. Přibíkův dědic František Jeníšek z Újezda dal v roce 1654 založit jezuitské gymnázium, které fungovalo 120 let, až do zrušení jezuitského řádu v roce 1774. Téhož roku byly obnoveným řádem školním rozděleny školy na normální, hlavní a triviální. Březnická škola byla prohlášena za triviální. V roce 1783 se stala městskou trojtřídní školou, jejímž správcem byl kněz, který převyšoval ředitele a vyučoval náboženství. Škola sídlila v budově, v níž bylo předtím jezuitské gymnázium. Ve škole se vyučovalo německy. V roce 1791 byla škola krajskou školní komisí v Písku povýšena na vzornou městskou školu, čímž dostala právo vzdělávat učitelské kandidáty pro farní a filiální školy. První kandidáti se přihlásili již o rok později a první kurz trval necelé čtyři měsíce. Tehdejší ředitel školy Antonín Vočka byl vysoce vzdělaný, vystudovaný na gymnáziu a univerzitě v Praze, Štýrském Hradci a v Římě. Mluvil plynně česky, německy, latinsky, vlámsky a francouzsky. Byl také literárně činný. Když byl v roce 1795 povolán, aby se stal ředitelem v Lounech, nastoupil na jeho místo Jan Holejcha, který zde působil do roku 1805. Třetím ředitelem se stal Jan Vokoun, za něhož byla v roce 1809 škola povýšena na hlavní a řediteli byl stanoven roční plat 400 zlatých. V roce 1834 byla škola rozšířena o čtvrtou třídu. Roku 1836 byla škola přistavěna o druhé poschodí. V roce 1849 přibyla pátá třída a na škole, kde se dosud vyučovalo německy, se začalo vyučovat v českém jazyce. Roku 1853 byla na škole ustanovena industriální učitelka Žofie Geringerová. Po změnách školního zákona v roce 1866 byla škola přejmenována na obecnou školu a přibyly předměty, které se více hodily pro veřejný život žáků. Prvním řídícím učitelem se stal Jan Zika, jehož v roce 1904 vystřídal František Běle. V letech 1871–1872 byly otevřeny také chlapecké a dívčí školy měšťanské, které byly první rok umístěny v budově radnice, poté v budově obecní školy. Po požáru v roce 1873 byla ve dvoře radnice vystavěna nová jednopatrová budova, která byla dána prozatímnímu užívání měšťanské škole, které však prostory nevyhovovaly. Později museli být žáci odmítáni kvůli nedostačující kapacitě. Ve školním roce 1913 bylo na škole zapsáno 244 dětí.
V roce 1904 budovu obecní školy prohlédl Dr. Vincenc Slavík, zemský zdravotní inspektor, který školní budovu označil za naprosto nevyhovující. Na základě toho proběhlo mnoho komisí o stavbě nové školy, ale vždy skončily bez dohody a tak obě školy, obecná i měšťanská, setrvávaly v nevyhovujících prostorech. V roce 1909 bylo při školách zřízeno místo učitele židovského náboženství, kterým se stal Isidor Müller. V roce 1913 docházely do pětitřídní obecné školy v Březnici děti z Březnice, Boru, Dobré Vody, Počap, Martinic a Předního a Zadního Poříčí. Ve škole bylo zapsáno 388 dětí, z toho 205 chlapců a 183 dívek.
Ve městě se nachází:
- Rodinné centrum Pampeliška Březnice
- Dvě mateřské školy
- Základní škola Březnice
- Vyšší odborná škola a Střední odborná škola Březnice (VOŠ a SOŠ Březnice)
- Základní umělecká škola Březnice

## Kultura

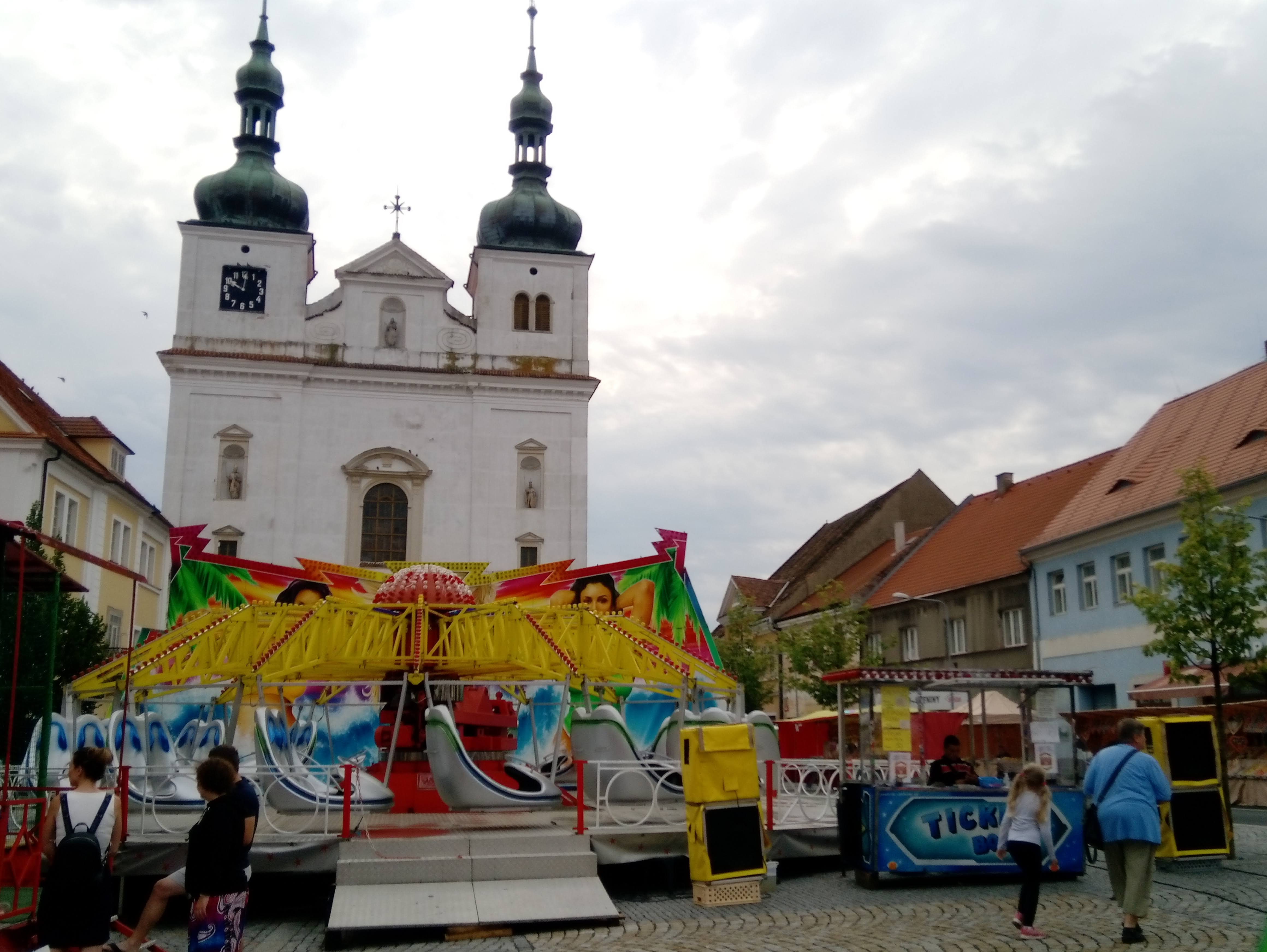
Každoroční pouť na náměstí

Ve městě je aktivní Březnický a rožmitálský divadelní spolek, pořádající divadelní představení v Březnici, Rožmitále pod Třemšínem a okolních obcích.
Dále je zde činný sportovní klub SK Březnice 1918 a Tenisový klub Březnice.
Tradicí je každoroční pouť na náměstí, pořádaná na přelomu července a srpna, jejíž součástí je poutní mše svatá v kostele svatého Ignáce a svatého Františka Xaverského.
Zajímavostí je také sbírka kaktusů Vladimíra Ježka, největší v okrese Příbram, pravidelně navštěvovaná domácími i zahraničními odborníky i laickou veřejností.

## Pamětihodnosti

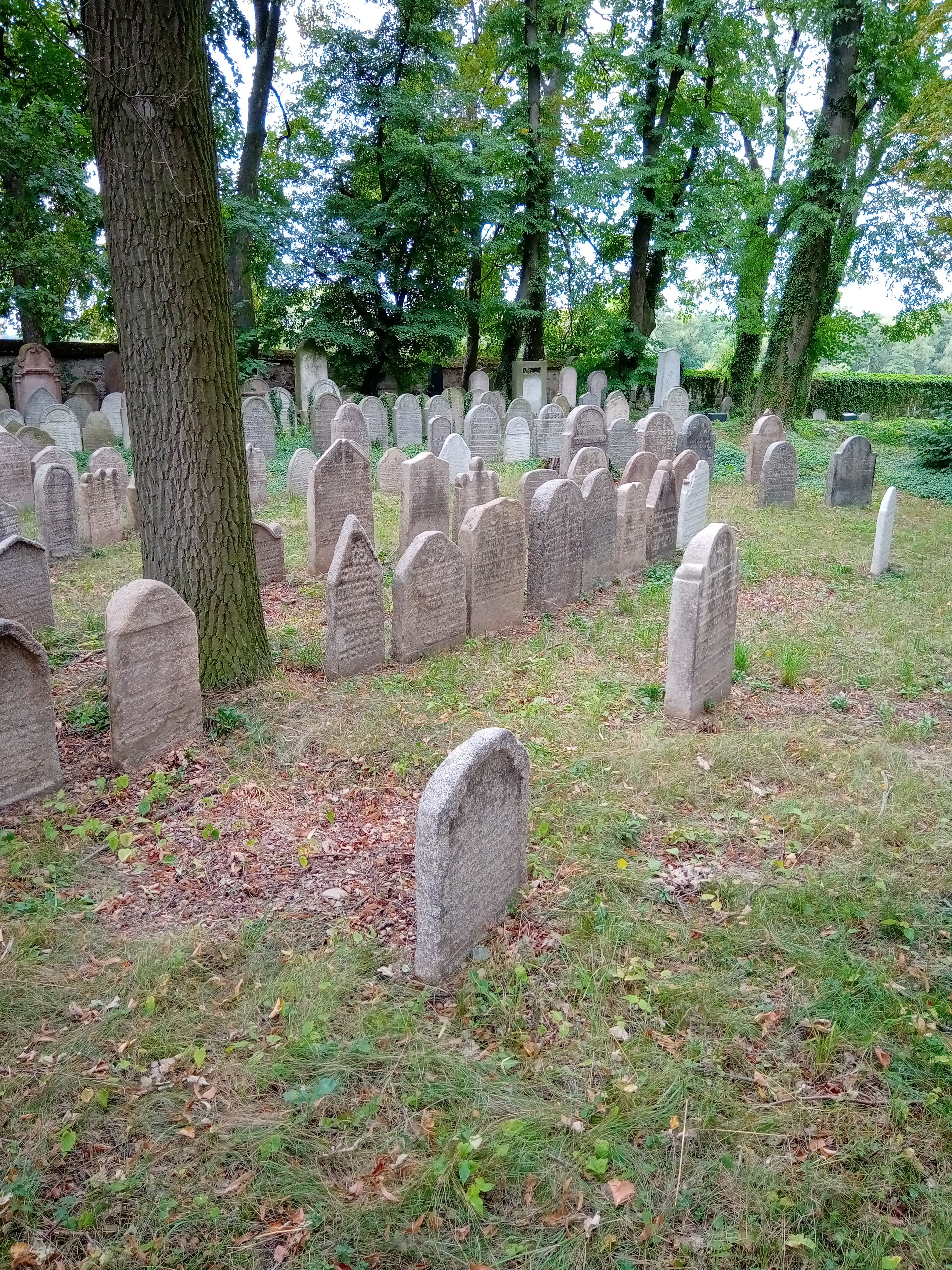
Židovský hřbitov

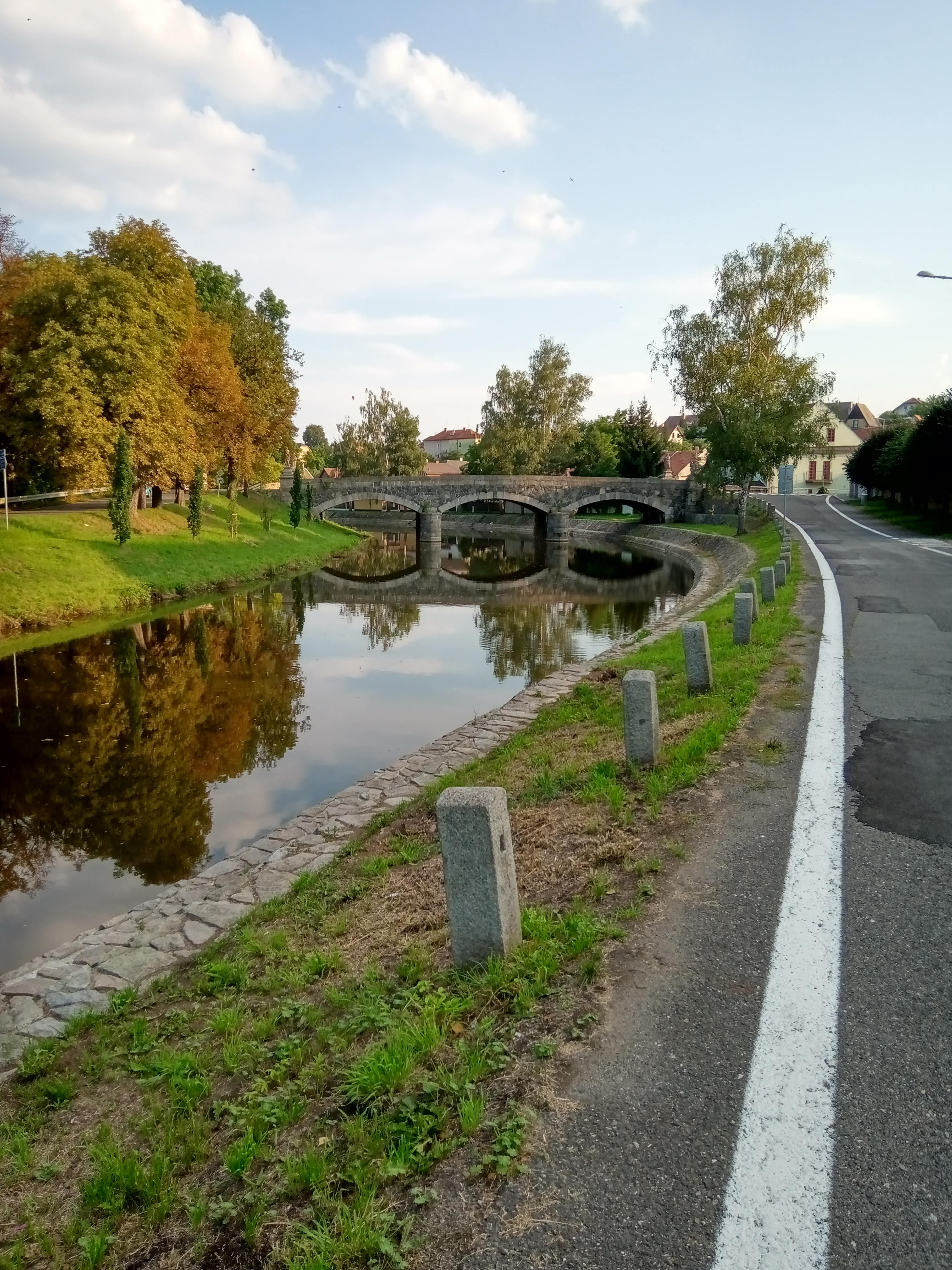
Nábřeží podél Skalice

Historické jádro města je městskou památkovou zónou.
- Zámek Březnice – národní kulturní památka, původně gotická tvrz ze 13. století, v polovině 16. století přestavěna za rodu Lokšanů na renesanční zámek s dalšími barokními úpravami v první polovině 17. století (za Jeníšků z Újezda). Zámek je obklopen anglickým parkem o rozloze 20 ha a pozůstatky opevnění z počátku 16. století, které je dílem Benedikta Rejta z Pístova.[27]
- Synagoga a židovské ghetto Lokšany, osídlení po roce 1562 Ferdinandem z Lokšan, ghetto vzniká v letech 1726–1747, struktura zachována po velkém požáru 14. dubna 1821 a následné obnově. Synagoga z roku 1725–1726 v pozdně-barokním slohu, po požáru upravena do klasicistní podoby.[27]
- Kostel sv. Františka Xaverského a sv. Ignáce z Loyoly na náměstí je raně barokní stavba jezuitského typu se dvěma věžemi v průčelí z let 1642–1650 od Carla a Martina Luragových. Uvnitř je cenné barokní zařízení ze 17. století a deskový obraz Madony na bočním oltáři z konce 15. století.
- Ke kostelu přiléhá bývalá jezuitská kolej, prostá patrová budova z roku 1640 od Carla Luraga, se čtyřmi křídly kolem obdélného dvora.
- Hřbitovní kostel svatého Rocha z let 1643–1649, rovněž od Carla a Marina Luragových.
- Medulán – bývalá italská kolonie v dnešní Počapské ulici (název odvozený od názvu severoitalského města Milán). Stavebníky k přestavbě březnické gotické tvrze na renesanční zámek pozval Jiří z Lokšan po roce 1548.
- Židovský hřbitov z roku 1725, na severozápad od města.[28]
- Panská sýpka (dnešní restaurace Špejchar).
- Silniční most se sochami přes řeku Skalici (do Březnice pod názvem Vlčava).
- Pivovar Herold funkční od roku 1506 v areálu zámku.[29]
- Výklenkové kaple poutní cesty na Svatou Horu, II. kaple na kraji města směrem na Chrást je kulturní památkou.[30]
- Dům kultury Březnice – dílo Karla Pragera z let 1979–1985. Karel Prager signován pouze pod návrhem interiéru, ostatní části navrženy pod jmény Jana Loudy a Zbyška Stýbla. V předsálí se nachází dvě sochy od Olbrama Zoubka.[31]

### Poutní cesta na Svatou Horu

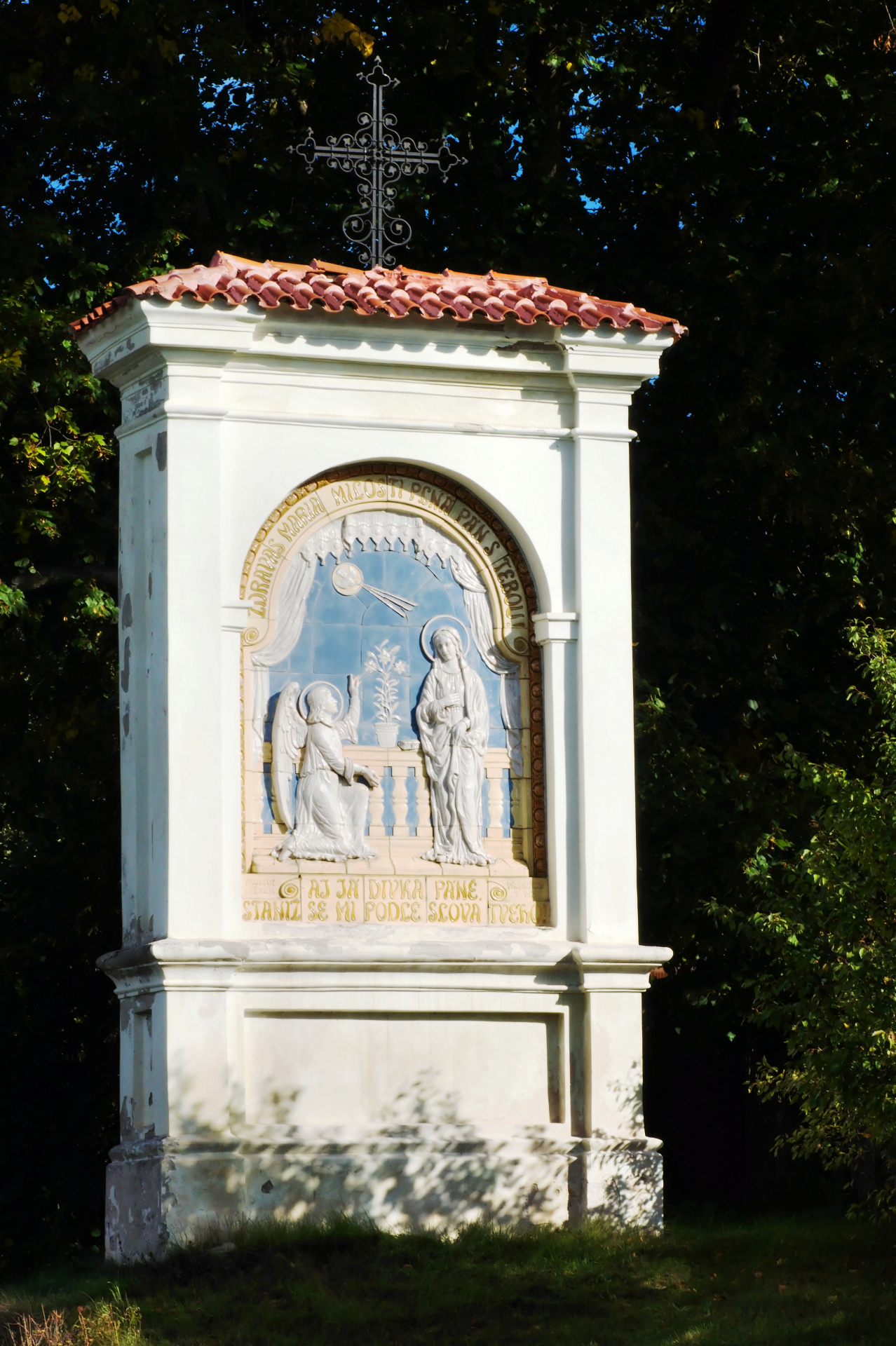
Křížová cesta z Březnice na Svatou Horu, II. kaple

Roku 1649 nechali jezuité vystavět 16 křížů podél cesty vedoucí do Příbrami přes Chrást, Modřovice, Třebsko, Narysov a Zdaboř. Později byly na místě křížů postaveny oboustranné výklenkové kaple, ve kterých byly obrazy znázorňující tajemství růžence (radostný, bolestný a slavný). Těchto kaplí se dochovalo osm. Cesta z Březnice na Svatou Horu vedla od kostela svatého Františka Xaverského a svatého Ignáce z Loyoly přes kamenný most, kde stojí první kaple. Druhá kaple stojící za městem byla opravena v roce 1929 a je ozdobena keramickými reliéfy Václava Fürsta. Dochované jsou dále kaple v řadě třetí až sedmá, a pak ještě devátá, která je v obci Třebsko.
Kříže podél cesty na Svatou Horu byly postaveny za doby, kdy zde byl představeným koleje Jiří Pfefferkorn (před rokem 1647 a poté od roku 1651). Jezuitská rezidence při poutní kapli Panny Marie na Svaté Hoře administrativně spadala pod březnickou kolej a poutě byly vedeny z Březnice.

## Osobnosti
- Hanuš Krakovský z Kolovrat (1794–1872), český šlechtic, úředník gubernia, filantrop, vlastenec a podporovatel národních kulturních institucí
- Hanuš Jurenka (1831–1882), český lékař a překladatel, přítel Boženy Němcové
- Václav Fürst (1873–1940), český keramik a kamnář
- August Geringer (1842–1930), nakladatel a vydavatel v Chicagu[34][35]
- Jaroslav Mácha (1873–1963), český lékař ftizeolog, dirigent a hudební skladatel
- František Mařík (1816–1893), český konstruktér lokomotiv
- Jan Muzika (1832–1882), český železniční stavitel a podnikatel
- Jáchym Popper (1722–1795), židovský obchodník textilem, bankéř, továrník a dvorní žid v Českém království
- Jan Rafael Schuster (1888–1981), český malíř, grafik a pedagog
- Josef Stocký (1890–1938), český vodohospodář a stavební inženýr
- Ludvík Kuba (1863–1956), český folklorista, spisovatel a malíř
- Ludvík Fürst (1911–1976), organizátor kulturního života v Březnici, zakladatel historického bádání v regionu, autor publikací o historii Březnicka
- František Jan Jezbera (1829–1901), český vysokoškolský pedagog, jazykovědec, básník, překladatel a odborný publicista

## Březnice ve filmu
- Zbraně pro Prahu (1974, režie: Ivo Toman)
- Trampoty vodníka Jakoubka (TV film, 2005, režie: Vít Olmer) – pohádka se natáčela na zámku Březnice a v zámeckém parku[36]
- Zátopek (2021, režie: David Ondříček) – natáčelo se na fotbalovém stadionu, jehož tribuna vypadá jako ve 40. letech[37]
- Ballerina (2023, režie: Len Wiseman) – zahraniční štáb v lednu 2023 natáčel v prostorách březnického špýcharu[38]